# HMS Sickle (P224)
Le HMS Sickle (Pennant number : P224) est un sous-marin britannique de classe S du troisième lot, construit pour la Royal Navy pendant la Seconde Guerre mondiale. Il faisait partie des unités construites entre 1941 et 1944 par les Britanniques pour des opérations offensives.
Terminé en 1942, il effectue sa première patrouille de guerre au large des côtes norvégiennes. Le HMS Sickle s’est ensuite rendu à Gibraltar, d’où il a effectué une patrouille, puis à Alger en Afrique française du Nord. Du 10 mai au 10 octobre, le navire a patrouillé cinq fois dans le golfe de Gênes et a coulé un sous-marin allemand ainsi que trois dragueurs de mines et un escorteur. Il a ensuite été transféré à Beyrouth, au Liban sous mandat français, et a mené deux patrouilles en mer Égée, coulant trois caïques et un navire marchand. Il a aussi débarqué des agents de la résistance en Grèce.
Lors de sa seconde patrouille à partir de Beyrouth, les moteurs électriques du HMS Sickle ont été endommagés lors d’une attaque par deux destroyers, ce qui l’a obligé à rejoindre Gibraltar pour des réparations. Plusieurs mois plus tard, le navire a repris le service et effectue deux patrouilles supplémentaires en mer Égée, coulant trois autres caïques, un voilier et un navire marchand. Le 31 mai 1944, le HMS Sickle a quitté Malte pour une nouvelle patrouille en mer Égée et n’est pas revenu. Il est probable qu’il a heurté des mines sur le chemin du retour à Malte, entre le 16 et le 18 juin 1944.

## Conception
Les sous-marins de la classe S ont été conçus pour patrouiller dans les eaux resserrées de la mer du Nord et de la mer Méditerranée. Les navires du troisième lot étaient légèrement agrandis et améliorés par rapport à ceux du deuxième lot. Ils avaient une coque plus solide, transportaient plus de carburant, et leur armement était modernisé.

Schéma d'un sous-marin de classe S.

Ces sous-marins avaient une longueur hors tout de 66,1 mètres, une largeur de 7,2 m et un tirant d'eau de 4,5 m. Leur déplacement était de 879 tonnes en surface et 1 006 tonnes en immersion . Les sous-marins de la classe S avaient un équipage de 48 officiers et matelots. Ils pouvaient plonger jusqu'à la profondeur de 91,4 m.
Pour la navigation en surface, ces navires étaient propulsés par deux moteurs Diesel de 950 ch (708 kW), chacun entraînant un arbre et une hélice distincte. En immersion, les hélices étaient entraînées par un moteur électrique de 650 ch (485 kW). Ils pouvaient atteindre 15 nœuds (28 km/h) en surface et 10 nœuds (19 km/h) en plongée . En surface, les sous-marins du troisième lot avaient une autonomie en surface de 6 000 milles marins (11 000 km) à 10 nœuds (19 km/h), et en plongée de 120 milles (220 km) à 3 nœuds (5,6 km/h).
Ces navires étaient armés de sept tubes lance-torpilles de 533 mm dont six à la proue et un tube externe à la poupe. Ils transportaient six torpilles de recharge pour les tubes d’étrave, pour un total de treize torpilles. Douze mines pouvaient être transportées à la place des torpilles intérieurement arrimées. Les navires étaient aussi armés d'un canon de pont de 76 mm.
Les navires du troisième lot de la classe S étaient équipés d’un système ASDIC de type 129AR ou 138 et d’un radar d’alerte avancée de type 291 ou 291 W .

## Engagements
Le HMS Sickle a été commandé par l’Amirauté britannique le 2 septembre 1940 et construit par le chantier naval Cammell Laird à Birkenhead. Sa quille fut posée le 8 mai 1941, et il fut lancé le 27 août 1942. Sous le commandement du lieutenant James Drummond, il appareilla le 28 novembre 1942 pour Holy Loch, où il fut commissionné dans la Royal Navy trois jours plus tard,. Il est le premier (et jusqu’à présent, le seul) navire de Royal Navy à porter le nom de Sickle (en français : faucille). Et de fait, son insigne représentait une faucille sur fond vert, avec en dessous la devise Onwards and upwards (en avant, et vers le haut)
Entre le 11 et le 31 janvier 1943, le HMS Sickle effectue une patrouille de guerre au large de la Norvège, mais il n’aperçoit qu’un autre sous-marin britannique, le HMS Trident. Le HMS Sickle a ensuite navigué depuis la Grande-Bretagne jusqu’à Gibraltar le 6 avril 1943, avec l’ordre d’intercepter le forceur de blocus italien Himalaya qui était signalé dans les environs. Mais l'Himalaya est resté au port, et le sous-marin s’est rendu à Gibraltar comme prévu.
Le 18 avril 1943, le HMS Sickle quitte le port pour effectuer une patrouille au large de Valence, en Espagne. Cinq jours plus tard, le sous-marin aperçut le navire marchand italien Mauro Croce et tira deux torpilles. Les torpilles passèrent sous le navire, de sorte que le HMS Sickle fit surface pour utiliser son canon de pont. Cependant, après avoir tiré 19 obus et marqué plusieurs coups au but, son canon s’est enrayé et le HMS Sickle a dû interrompre l’attaque. Le sous-marin a terminé sa patrouille en rentrant à Alger le 27 avril.

### Alger
Le 10 mai 1943, le HMS Sickle part d’Alger pour patrouiller au large de la côte sud de la France. Après cinq jours en mer, il a attaqué un convoi allemand au sud de Nice, en France, et coulé le chasseur de sous-marins allemand UJ-2213 qui avait été peint pour ressembler à un pétrolier. Il a ensuite attaqué le sous-marin allemand U-755 avec des torpilles le 20 mai, mais il a manqué sa cible. L’U-755 a été coulé huit jours plus tard par un avion.
Le lendemain, le HMS Sickle a attaqué le sous-marin allemand U-303 au large de Toulon et l’a touché avec deux torpilles. L’U-303 a coulé en l’espace d’une demi-minute,,,. Le HMS Sickle est ensuite rentré à Alger le 25 mai. Repartant en patrouille le 16 juin, le HMS Sickle a attaqué sans succès un sous-marin ennemi le 18 juin, puis il est rentré au port le 1er juillet.

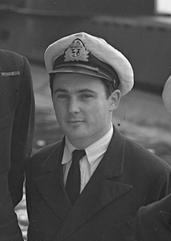
Le lieutenant James Drummond, capitaine du HMS Sickle

Le 13 juillet 1943, le HMS Sickle part d’Alger pour patrouiller dans le golfe de Gênes et à l’est de la Corse. Quatre jours plus tard, le HMS Sickle a tiré trois torpilles sur un convoi italien, sans succès. Le 18 juillet, il a coulé à coups de canon deux dragueurs de mines italiens, les numéros G.61 et R.164, à l’est de l'île de Gorgone, en Italie. Le lendemain, il a coulé un autre dragueur de mines italien, le V.131, au large de Porto-Vecchio, en Corse. Le HMS Sickle attaque ensuite le navire marchand italien Alfredo Oriani avec sept torpilles. Deux le frappent, mais le navire ne coule pas et est remorqué jusqu’au port. Le sous-marin a également manqué le pétrolier allemand Champagne le 22 juillet, puis il est rentré à Alger le 28 juillet. Le lieutenant James Drummond a reçu l’Ordre du Service distingué à la fin de cette patrouille.
Le 17 août, le HMS Sickle débute une nouvelle patrouille à l’est de la Corse. Après onze jours de patrouille, le HMS Sickle torpille et coule l’escorteur allemand SG-10, qui escorte un convoi. L'épave du navire allemand est signalée en mars 2024 par l'explorateur italien Guido Gay, déjà à l'origine de plusieurs découvertes comme le cuirassé Roma en 2012. Les recherches menées ensuite par le DRASSM confirment que l'escorteur a été torpillé à l'arrière par le HMS Sickle. 
Le HMS Sickle a terminé sa patrouille le 5 septembre. 
Le 22 septembre, le HMS Sickle quitte Alger pour patrouiller dans le golfe de Gênes, dans la même zone que lors de sa précédente patrouille. Dans la soirée du 28 septembre, le sous-marin débarque deux hommes près de Sestri Levante, en Italie. Leur mission était de recueillir des renseignements et d’organiser des mouvements de résistance et des réseaux d’évasion de prisonniers de guerre alliés vers la Suisse. Le 30 septembre et le 3 octobre, le HMS Sickle attaque un petit navire de commerce côtier et un chasseur de sous-marins avec trois torpilles chacun, mais aucune des six torpilles ne touche sa cible. Le HMS Sickle rentre ensuite à Alger le 10 octobre.

### Beyrouth
Entre le 25 octobre et le 1er novembre, le HMS Sickle se rend d’Alger à Beyrouth, au Liban occupé par les Alliés, puis fait route vers Haïfa. Le 11 novembre, le navire quitte Haïfa pour mener une nouvelle patrouille de guerre en mer Égée. Le HMS Sickle coule d’abord à coups de canon le caïque grec Maria (MY 153) à l’ouest d’Amorgós, puis il  torpille et coule le navire marchand italien Giovanni Boccaccio au large de Monemvasia, deux jours plus tard. Il coule ensuite à coups de canon deux voiliers près de Milos. Il s’agissait des caïques grecs Piraeus numéro 795 et Samos numéro 45. Le navire rentre à Beyrouth le 25 novembre.
Le 13 décembre, le HMS Sickle quitte Beyrouth pour une autre patrouille de guerre en mer Égée. Il tente d’attaquer un convoi allemand le 20 décembre. Le lendemain, alors qu’il surveille le port de Karlóvasi, son périscope est repéré, et il est attaqué avec des grenades anti-sous-marines par les torpilleurs allemands TA14 et TA15. Le HMS Sickle subit des dommages importants, en particulier à ses moteurs électriques.
Le 23 décembre, le sous-marin débarque quatre résistants grecs du Special Operations Executive dans la baie de Kalamos, à l’est d’Eubée. Trois jours plus tard, il coule à coups de canon et en les éperonnant deux petits voiliers grecs non identifiés à l’est de l’île de Mykonos. Les équipages des deux navires sont recueillis par le HMS Sickle. Le navire termine sa patrouille le 2 janvier 1944.

### Malte
Du 14 au 19 janvier, le HMS Sickle se rend à Malte, puis à Gibraltar. Là, il subit des réparations à ses moteurs électriques jusqu’au 14 avril, date à laquelle il rentre à Malte.
Le 29 avril, le HMS Sickle quitte Malte pour patrouiller en mer Égée, où il aperçoit un transport allemand escorté par trois destroyers, mais il le perd de vue dans le brouillard le 7 mai. Le lendemain, le navire coule trois voiliers grecs avec des charges de sabordage et en les éperonnant dans le chenal de Doro. Il les attaque d’abord en surface avec son canon de pont, mais celui-ci s’enraye après avoir tiré quatre obus, alors l’équipage du HMS Sickle monte à bord du premier navire, un caïque battant pavillon grec avec le pennon d’occupation allemand. Le navire transporte une cargaison d’oranges et de citrons, et les marins du HMS Sickle en emportent un millier à bord de leur sous-marin pour améliorer leur régime alimentaire, puis ils trouent la coque du caïque, le faisant couler. Les deux navires suivants ne transportaient aucune cargaison récupérable, et le HMS Sickle coule l’un avec des charges de démolition et l’autre en l’éperonnant. Le 11 mai, le HMS Sickle fait surface et bombarde une station radar ennemie avec son canon de pont de 76 mm. 17 obus touchent leur cible, mais l’ennemi riposte quatre minutes plus tard, blessant trois hommes, dont le capitaine du Sickle, et forçant le sous-marin à plonger. Peu après minuit le 13 mai, le navire fait surface et coule le voilier allemand Fratelli Corrao à coups de canon. Deux jours plus tard, il rentre à Malte.
Le 31 mai, le HMS Sickle quitte le port de Malte pour une patrouille en mer Égée. Ce sera sa dernière. Le 4 juin, il engage le combat en surface avec des navires ennemis de Mytilène. Deux de ses marins sont blessés. L’un est tué, l’autre est emporté par-dessus bord et capturé. Cet homme sera le seul survivant du HMS Sickle. Le 5 juin, le navire reçoit l’ordre de patrouiller à l’approche est du chenal de Doro.
Le 6 juin, le sous-marin torpille et coule le navire marchand allemand Reaumur. Le 7 juin, un éclaireur allemand signale avoir été raté par des torpilles, qui ont peut-être été tirées parle HMS Sickle. Le 8 juin, un sous-marin qui était peut-être le Sickle coule trois caïques près de Skópelos, mais manque le transport allemand Lola avec ses torpilles le 9 juin. Un sous-marin, peut-être encore le HMS Sickle, coule le caïque Efitichia à coups de canon et bombarde un chantier naval à Mytilène le 14 juin 1944. Le sous-marin n’a jamais été revu. Il est probable qu’il a été coulé par des mines dans le détroit de Cythère, sur son chemin de retour vers Malte, le 18 juin ou vers cette date,,.